# Nagrada "Donald Michie and Alan Turing" za življenjsko delo
Nagrada “Donald Michie and Alan Turing” za življenjsko delo je nagrada, ki jo Organizacijski in Programski odbor
multikonference "Informacijska družba" vsako leto podeljuje posamezniku za pomembne prispevke informacijski družbi v Sloveniji in tujini. Konferenca se odvija na Institutu "Jožef Stefan". Plaketo za nagrado je oblikoval Oskar Kogoj.

## Prejemniki
- 2005: Anton P. Železnikar
- 2006: Cene Bavec
- 2007: Ivan Bratko
- 2008: Ivan Rozman
- 2009: Vladislav Rajkovič
- 2010: Tomaž Kalin
- 2011: Vladimir Batagelj
- 2012: Franc Solina
- 2013: Dušan Kodek
- 2014: Janez Grad
- 2015: Jurij Tasič
- 2016: Tomaž Pisanski
- 2017: Marjan Krisper
- 2018: Saša Divjak
- 2019: Marjan Mernik
- 2020: Lidija Zadnik Stirn
- 2021: Jernej Kozak
- 2022: Jadran Lenarčič
- 2023: Andrej Brodnik
- 2024: Borut Žalik